# Piet van Heusden
Piet van Heusden (Ámsterdam, 11 de julio de 1929-Ámsterdam, 15 de enero de 2023) fue un deportista neerlandés que compitió en ciclismo en la modalidad de pista. Ganó una medalla de oro en el Campeonato Mundial de Ciclismo en Pista de 1952, en la prueba de prsecución individual.

## Medallero internacional
| Campeonato Mundial | Campeonato Mundial | Campeonato Mundial | Campeonato Mundial         |
| Año                | Lugar              | Medalla            | Competición                |
| ------------------ | ------------------ | ------------------ | -------------------------- |
| 1952               | París (Francia)    | Medalla de oro     | Persecución individual (A) |